# Marcinowo (Gołdap)
Marcinowo (deutsch Marczinowen, 1934 bis 1945 Martinsdorf) ist ein Ort in der polnischen Woiwodschaft Ermland-Masuren, der zur Stadt- und Landgemeinde Gołdap (Goldap) im Kreis Gołdap gehört.

## Geographische Lage
Marcinowo liegt im Nordosten der Woiwodschaft Ermland-Masuren. Die Kreisstadt Gołdap (Goldap) ist in nordöstlicher Richtung in acht Kilometern erreichbar.

## Geschichte
Im Jahr 1565 wurde das kleine Dorf Martschinofen gegründet. In der Folgezeit finden sich unterschiedliche Namensformen: Nowinnen (vor 1818), Marzinowen (vor 1900) und Marczinowen (bis 1934). Vor 1945 war der Ort ein weit gestreutes Dorf.
Im Jahre 1874 kam Marczinowen zum neu errichteten Amtsbezirk Grabowen, der – 1939 in „Amtsbezirk Arnswald“ umbenannt – bis 1945 existierte und zum Kreis Goldap im Regierungsbezirk Gumbinnen der preußischen Provinz Ostpreußen gehörte.
1910 betrug die Einwohnerzahl Marczinowens 229. Sie verringerte sich bis 1933 auf 174 und belief sich 1939 noch auf 168.
Am 24. Juli 1934 wurde Marczinowen in „Martinsdorf“ umbenannt. In Kriegsfolge kam das Dorf 1945 mit dem südlichen Ostpreußen zu Polen und heißt seitdem „Marcinowo“. Heute ist es Sitz eines Schulzenamtes (polnisch Sołectwo) und eine Ortschaft im Verbund der Stadt- und Landgemeinde Gołdap im Powiat Gołdapski, bis 1998 der Woiwodschaft Suwałki, seither der Woiwodschaft Ermland-Masuren zugehörig.

## Religionen
Die vor 1945 mehrheitlich evangelische Bevölkerung Marczinowens bzw. Martinsdorfs war in das Kirchspiel der Kirche Grabowen eingepfarrt, die zum Kirchenkreis Goldap in der Kirchenprovinz Ostpreußen der Kirche der Altpreußischen Union zugehörig war. Die wenigen Katholiken gehörten zur Pfarrgemeinde in Goldap im Bistum Ermland.
Seit 1945 besteht in Grabowo für die nun überwiegend katholische Einwohnerschaft Marcinowos eine Pfarrgemeinde. Sie ist Teil des Dekanats Gołdap im Bistum Ełk (Lyck) der Katholischen Kirche in Polen. Die hier lebenden evangelischen Kirchenglieder gehören zur Kirchengemeinde in Gołdap, eine Filialgemeinde der Pfarrei in Suwałki in der Diözese Masuren der Evangelisch-Augsburgischen Kirche in Polen.

## Verkehr
Marcinowo liegt verkehrstechnisch günstig an der polnischen Woiwodschaftsstraße DW 650 (frühere deutsche Reichsstraße 136), die die beiden Kreisstädte Gołdap (Goldap) und Węgorzewo (Angerburg) miteinander verbindet.
Bis 1945 war Grabowen (1938 bis 1945: Arnswald, polnisch: Grabowo) die nächste Bahnstation. Sie lag an der dann nicht mehr betriebenen Bahnstrecke Angerburg–Goldap.